# عملية بيت ليد

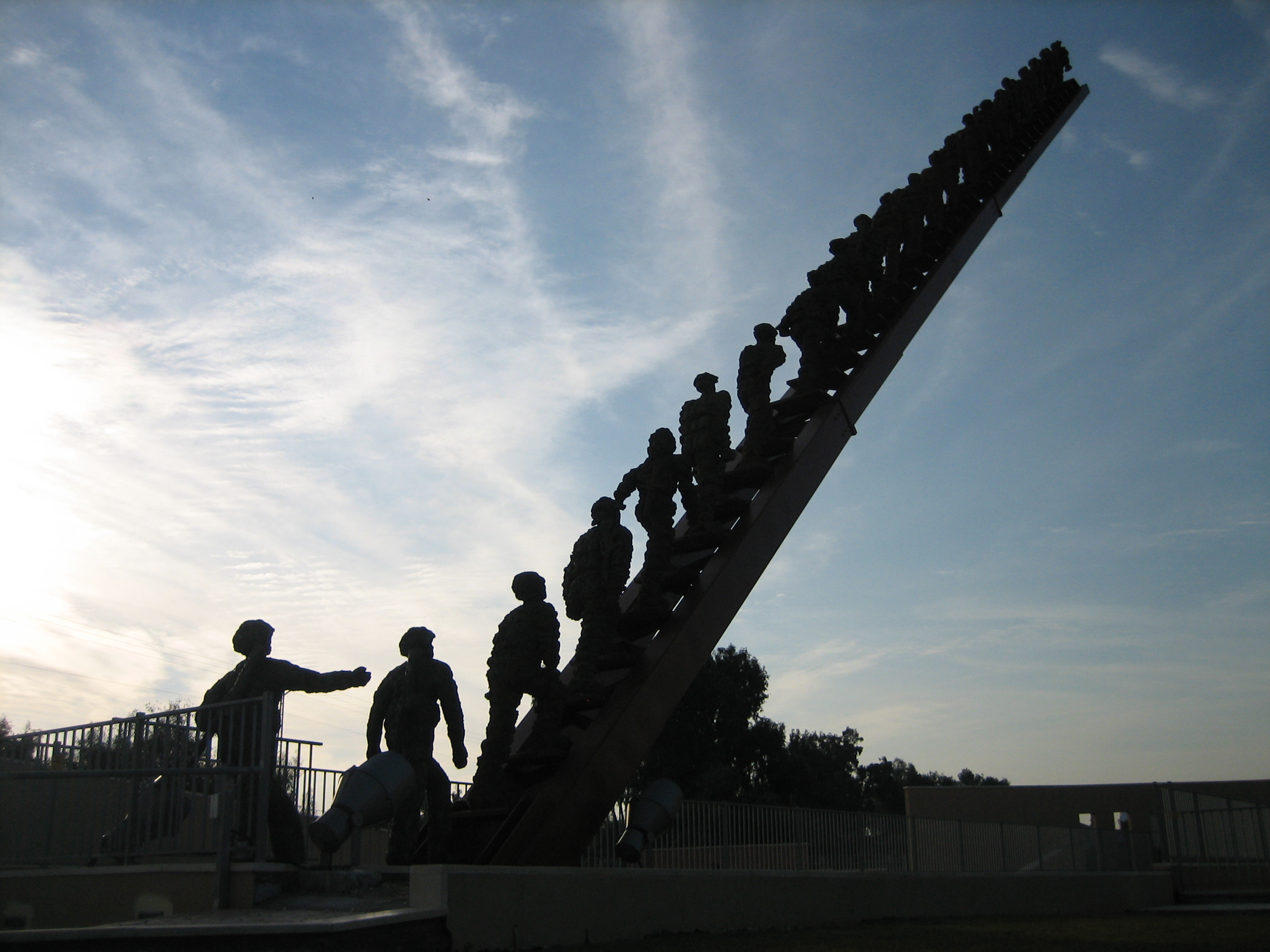

عملية بيت ليد هي عملية تفجيرية نفذتها حركة الجهاد الإسلامي في فلسطين نفذها شابان من قطاع غزة هما: «أنور سكر» و«صلاح شاكر» حيث ترجلا بملابس الجيش الإسرائيلي نحو جنود يقفون قُرب مفرق قرية بيت ليد المُهجرة والذي يُعرف اليوم باسم مفرق هشارون غرب مدينة طولكرم، ثم قاما باقتحام المحطة وفجرا نفسيهما فيها، في هجوم تفجيري وصف أنه الأقوى من نوعه في تاريخ المقاومة الفلسطينية، وذلك لاستخدام تكتيك العمليات المزدوجة ولأول مرة في العمليات وهو ان يقوم المهاجم الأول بتفجير نفسه بينما يختبئ المهاجم الثاني حتى انتهاء التفجير الأول فيخرج ويختبئ ضمن القتلى علي الأرض الي حين قدوم دوريات الجيش والشرطة لمعاينة موقع التفجير وتفتيشها فيقوم المهاجم الثاني بتفجير نفسه بالطواقم المساندة التي اتت بعد التفجير الأول فتكون عمليتان بواحدة. نتج عن التفجير مقتل 19 جندي إسرائيلي وجرح 62 آخرين

## ردود الفعل

### إسرائيل
اغتال الموساد الإسرائيلي فتحي الشقاقي مؤسس حركة الجهاد الإسلامي بتاريخ 26\10\1995 .